# Badoc
Badoc là một đô thị hạng 3 ở tỉnh Ilocos Norte, Philippines. Theo điều tra dân số năm 2007, đô thị này có dân số 30.063 người trong 5.879 hộ. Đây là nơi sinh của họa sĩ người Philipin Juan Luna.

## Các đơn vị hành chính
Badoc được chia ra 31 barangay.
| - Alay-Nangbabaan (Alay 15-B) - Alogoog - Ar-arusip - Aring - Balbaldez - Bato - Camanga - Canaan - Caraitan - Gabut Norte - Gabut Sur | - Garreta - Labut - Lacuben - Lubigan - Mabusag Norte - Mabusag Sur - Madupayas - Morong - Nagrebcan - Napu | - La Virgen Milagrosa (Paguetpet) - Pagsanahan Norte - Pagsanahan Sur - Paltit - Parang - Pasuc - Santa Cruz Norte - Santa Cruz Sur - Saud - Turod |